# La Hoguette
La Hoguette település Franciaországban, Calvados megyében. Lakosainak száma 664 fő (2022. január 1.). La Hoguette Cordey, Eraines, Falaise, Fresné-la-Mère, Pertheville-Ners, Saint-Pierre-du-Bû, Vignats, Villy-lez-Falaise, Nécy, Neuvy-au-Houlme és Rônai községekkel határos.

## Népesség
A település népességének változása:
| Lakosok száma | 464  | 485  | 532  | 601  | 714  | 719  | 714  | 667  | 664  | 664  |
|               | 1968 | 1982 | 1990 | 2006 | 2013 | 2015 | 2017 | 2019 | 2020 | 2022 |